# Дієго Сеоане
Дієго Сеоане Перес (ісп. Diego Seoane Pérez; нар. 26 квітня 1988, Оренсе, Іспанія) — іспанський футболіст, правий захисник «Понтеведри».

## Клубна кар'єра

### «Депортіво» (Ла-Корунья) (2005-2015)
У 2005 році перейшов з «Пабельона» до структури «Депортіво» (Ла-Корунья). Протягом сезону 2007/08 років грав в оренді за «Сідад де Сантьяго» з Терсера Дивізіона, а наступного року повернувся до Ла-Коруньї, де регулярно грав у складі «Депортіво Б».
З початку 2010 року декілька разів викликався до першої команди, у складі якої дебютував 27 січня в матчі Кубку Іспанії проти «Севільї» на стадіоні Санчес Пісхуан, де вийшов у стартовому складі. Дебютував у Прімера Дивізіоні в складі першої команди під керівництвом Мігеля Лотіни 20 березня в матчі між «Депортіво» та «Реал Вальядолідом» на Ріасорі (0:2). У червні 2010 року продовжив з клубом контракт на три роки. У сезоні 2010/11 років чергував виходи на поле за резервну та першу команди, зіграв за останню з вище вказаних 15 матчів, у складі обох команд понизився в класі.
У сезоні 2011/12 років офіційно переведений до першої команди, але зіграв лише декілька хвилин за сезон й разом з командою повернувся до Прімера Дивізіону. Через відмову у продовженні контракту вилучений зі складу першої команди протягом першої половини наступного сезону. Зрештою, 28 січня 2013 року продовжив угоду ще на 3 роки та відправився в оренду до завершення сезону до представника Сегунда Дивізіону «Кордови».
У сезоні 2013/14 провів 26 матчів за «Депортіво», знову в Сегунді та під керівництвом Фернандо Васкесом залишався на лаві запасних, доміг підвищитися у класі. Також відзначився своїм першим і єдиним голом у складі «синьо-білих», у кубковому матчі проти «Кордови». Наступного сезону у не отримав жодного шансу від тренера Віктора Фернандеса, тому в січні перейшов в оренду до «Луго». Але через травму зіграв лише дев'ять матчів за команду «Луго», через яку він не перебував на полі понад двох місяців. 20 липня 2015 року, після майже десяти років перебування в клубі, розірвав контракт із «Депортіво».

### «Понферрадіна» (2015-2016)
21 липня 2015 року підписав контракт із «Понферрадіна» з Сегунди, який за підсумками сезону понизився в класі.

### «Дачія» (Кишинів)
У першій половині сезону 2016/17 років залишався без клубу. У лютому 2017 року виїхав до Молдови, де підписав контракт з кишинівською «Дачією», якій в травні допоміг зайняти друге місце в чемпіонаті Молдови та залишився в команді ще на один сезон.

### «Расінг» (Ферроль) (2020-2021)
У січні 2018 року повернувся до Галісії, щоб підписати контракт з аутсайдером Сегунда Дивізіону Б «Расінгом» (Ферроль), з яким підписав контракт на 2,5 року. У підсумку команда вилетіла до Терсери, а наступного року знову підвищилася в класі. Дієго став одним з провідних гравців команди, провів майже кожну хвилину ігрового часу у вище вказаному сезоні. Сезон 2019/20 розпочав із травми, а після відновлення розпочинав кожну гру, доки змагання призупинили через пандемію COVID-19.

### «Понтеведра» (2021-)
У липні 2021 року підписав контракт з «Понтеведрою» з Сегунда Дивізіону Б. Провів 27 матчів у складі «Понтеведри», відзначився 2-ма голами в переможному (5:1) поєдинку проти «Арентейру». Допоміг команді виграти чемпіонат та вийти до Прімера Федерасьйону.

## Кар'єра в збірній
11 лютого 2010 року його викликали на тренувальний збір молодіжної збірної Іспанії.

## Стиль гри
Виступає на позиції правого захисника, але здатний зіграти й на позиції лівого захисника.

## Особисте життя
Батько Сеоане, Пако, також професійний футболіст, який більшу частину кар'єри провів у нижчих лігах Іспанії.

## Статистика виступів

### Клубна
Станом на 21 березня 2021
| Клуб                         | Сезон             | Ліга                          | Ліга  | Ліга | Нац. кубок | Нац. кубок | Конт. кубок | Конт. кубок | Інші  | Інші | Загалом | Загалом |
| Клуб                         | Сезон             | Дивізіон                      | Матчі | Голи | Матчі      | Голи       | Матчі       | Голи        | Матчі | Голи | Матчі   | Голи    |
| ---------------------------- | ----------------- | ----------------------------- | ----- | ---- | ---------- | ---------- | ----------- | ----------- | ----- | ---- | ------- | ------- |
| «Депортіво Б»                | 2008–09           | Сегунда Дивізіон Б            | 30    | 1    | —          | —          | —           | —           | —     | —    | 30      | 1       |
| «Депортіво Б»                | 2009–10           | Терсера Дивізіон              | 14    | 2    | —          | —          | —           | —           | —     | —    | 14      | 2       |
| «Депортіво Б»                | 2010–11           | Сегунда Дивізіон Б            | 18    | 1    | —          | —          | —           | —           | —     | —    | 18      | 1       |
| «Депортіво Б»                | Загалом           | Загалом                       | 62    | 4    | 0          | 0          | 0           | 0           | 0     | 0    | 62      | 4       |
| «Сідад де Сантьяго» (оренда) | 2007–08           | Терсера Дивізіон              | ?     | ?    | —          | —          | —           | —           | —     | —    | ?       | ?       |
| «Депортіво» (Ла-Корунья)     | 2008–09           | Ла-Ліга                       | 0     | 0    | 0          | 0          | —           | —           | —     | —    | 0       | 0       |
| «Депортіво» (Ла-Корунья)     | 2009–10           | Ла-Ліга                       | 1     | 0    | 1          | 0          | —           | —           | —     | —    | 2       | 0       |
| «Депортіво» (Ла-Корунья)     | 2010–11           | Ла-Ліга                       | 11    | 0    | 4          | 0          | —           | —           | —     | —    | 15      | 0       |
| «Депортіво» (Ла-Корунья)     | 2011–12           | Сегунда Дивізіон              | 6     | 0    | 3          | 0          | —           | —           | —     | —    | 9       | 0       |
| «Депортіво» (Ла-Корунья)     | 2012–13           | Ла-Ліга                       | 0     | 0    | 0          | 0          | —           | —           | —     | —    | 0       | 0       |
| «Депортіво» (Ла-Корунья)     | 2013–14           | Сегунда Дивізіон              | 24    | 0    | 2          | 1          | —           | —           | —     | —    | 26      | 1       |
| «Депортіво» (Ла-Корунья)     | 2014–15           | Ла-Ліга                       | 0     | 0    | 0          | 0          | —           | —           | —     | —    | 0       | 0       |
| «Депортіво» (Ла-Корунья)     | Загалом           | Загалом                       | 42    | 0    | 10         | 1          | 0           | 0           | 0     | 0    | 52      | 1       |
| «Кордова» (оренда)           | 2012–13           | Сегунда Дивізіон              | 13    | 0    | 0          | 0          | —           | —           | —     | —    | 13      | 0       |
| «Луго» (оренда)              | 2014–15           | Сегунда Дивізіон              | 9     | 0    | 0          | 0          | —           | —           | —     | —    | 9       | 0       |
| «Понферрадіна»               | 2015–16           | Сегунда Дивізіон              | 17    | 0    | 3          | 0          | —           | —           | —     | —    | 20      | 0       |
| «Дачія» (Кишинів)            | 2016–17           | Національний дивізіон Молдови | 11    | 1    | 1          | 0          | —           | —           | —     | —    | 12      | 1       |
| «Дачія» (Кишинів)            | 2017              | Національний дивізіон Молдови | 8     | 0    | 0          | 0          | 2           | 0           | —     | —    | 10      | 0       |
| «Дачія» (Кишинів)            | Загалом           | Загалом                       | 19    | 1    | 1          | 0          | 2           | 0           | 0     | 0    | 22      | 1       |
| «Расінг» (Ферроль)           | 2017–18           | Сегунда Дивізіон Б            | 13    | 0    | 0          | 0          | —           | —           | —     | —    | 13      | 0       |
| «Расінг» (Ферроль)           | 2018–19           | Терсера Дивізіон              | 37    | 3    | 0          | 0          | —           | —           | 2     | 0    | 39      | 3       |
| «Расінг» (Ферроль)           | 2019–20           | Сегунда Дивізіон Б            | 24    | 2    | 1          | 0          | —           | —           | —     | —    | 25      | 2       |
| «Расінг» (Ферроль)           | 2020–21           | Сегунда Дивізіон Б            | 17    | 1    | 0          | 0          | —           | —           | —     | —    | 17      | 1       |
| «Расінг» (Ферроль)           | Загалом           | Загалом                       | 91    | 6    | 1          | 0          | 0           | 0           | 2     | 0    | 94      | 6       |
| Усього за кар'єру            | Усього за кар'єру | Усього за кар'єру             | 253   | 11   | 15         | 1          | 2           | 0           | 2     | 0    | 272     | 12      |

1. ↑  Матч(і) в Лізі Європи УЄФА
2. ↑  Матч(і) в плей-оф за право підвищення в класі

## Досягнення
«Депортіво»
- Сегунда Дивізіон
  -  Чемпіон (1): 2011/12

«Понтеведра»
- Сегунда Дивізіон Б
  -  Чемпіон (1): 2021/22